# Julian Richings
Julian Richings (Oxford, 30 de agosto de 1956) é um ator inglês. Ele se tornou famoso no cinema canadense e as audiências de televisão, aparecendo em mais de 50 filmes e 20 séries de televisão separadas.

## Vida e carreira
Richings nasceu em Oxford. Após cursar drama na Universidade de Exeter e turismo na América do Norte com uma produção de teatro britânico, Richings mudou-se para Toronto, Canadá em 1984. Dentro de cinco anos, chegou a aparecer na segunda temporada da série de TV Guerra dos Mundos.
Outros papéis se seguiram, e ganhou aclamação da crítica como o amargo, o envelhecimento da lenda do punk rock Bucky Haight no Bruce McDonald 1996 release Hard Core Logo.  Ele teve uma breve aparição no filme de 1997, Cubo. Em 1999 ele interpretou um personagem secundário no filme de ficção-científica, Thrill Seekers, ao lado, Casper Van Dien e Catherine Bell. Em 2000, Richings apareceu como Bellanger em The Claim, e ganhou um nomeação Genie Award para melhor ator coadjuvante. Richings era também um membro do elenco de repertório de uma série de TV original da A&E, A Nero Wolfe Mystery (2001–2002).
Richings é bem lembrado pelos fãs de terror por aparecer como o guarda de segurança quase cego Otto, em uma minissérie de 2004 de Stephen King, Kingdom Hospital, e por sua performance maníaca com uma maquiagem pesada como Três Dedos em Wrong Turn. Papéis dramáticos incluem Sr. Turnbull no filme de 2004 Adorável Julia, onde ele apareceu pela segunda vez com Annette Bening (grande parte de seu papel foi cortado da versão final do Open Range em 2003). Em 2006 suas atualções incluem um papel rápido como um mutante num teatro no filme X-Men: O Confronto Final, e fez um vampiro assassino ao lado de David Carradine no filme de terror, A Última Seita.
Ele apareceu em novo filme de Louis Bélanger, The Timekeeper, programado para ser lançado no início de 2008. Ele também atuou como Morte, um dos quatro cavaleiros em Supernatural, da 5ª a 10° Temporada. Ele tem uma vasta gama de atividades, aparecendo em filmes, programas de televisão, anúncios e peças de teatro, bem como locuções. Ele ganhou dois Dora Award no final dos anos 80, e continua a atuar profissionalmente na área de grupos de teatro em Toronto. Em 2008, ele foi nomeado para outro Dora Award por sua atuação em The Palace at the End.
Richings mora na área de Toronto com sua esposa e dois filhos.

## Filmografia
- The Witch (filme de 2015) - Governador
- The Colony (2013) - Leland
- Man of Steel (2013) - Lor-Em
- Collaborator (2010) - Maurice LeFont
- Animal Control (2010) - Larry
- Trigger (2010) - Bucky
- Hard Core Logo 2 (2010) - Bucky Haight
- Percy Jackson e o Ladrão de Raios (2010) - Charon (barqueiro do rio Estige)
- Survival of the Dead (2009) - James O'Flynn
- 7 Diamonds (2009) - Mr. McGunn
- Curious Stories, Crooked Symbols (2009) - Sinister Kneeling Man
- The Timekeeper (2009) - Grease
- You Might as Well Live (2009) - Dr. Pooseby
- Elegy (2008) - Actor in Play #1
- Roxy Hunter and the Horrific Halloween (2008) - Sr. Tibers
- Toronto Stories (2008) - Leather Jacket
- The Facts in the Case of Mister Hollow (2008) - Kneeling Man
- Roxy Hunter and the Secret of the Shaman (2008) - Sr. Tibers
- Jack and Jill vs. the World (2008) - Sr. Smith
- Roxy Hunter and the Myth of the Mermaid (2008) - Sr. Tibers
- The Tracey Fragments (2007) - Dr. Heker
- Roxy Hunter and the Mystery of the Moody Ghost (2007) - Sr. Tibers
- The Third Eye (2007) - Charlie Rabbit
- Saw IV (2007) - Mendigo
- Shoot 'Em Up (2007) - Motorista do Hertz
- X-Men: O Confronto Final (2006) - Mutante Organizador
- Skinwalkers (2006) - Sad Looking Man
- Black Widow (2005) - Dr. Deadman
- The Last Casino (2004) - The Usurer
- Being Julia (2004) - Sr. Turnbull
- Wrong Turn (2003) - Three Finger
- My Life Without Me (2003) - Dr Thompson
- Open Range (2003) - Wylie
- Eloise at the Plaza (2003) - Patrice
- Between Strangers (2002) -  Nigel
- The Pretender: Island of the Haunted (2001) -  Brother Clote
- Treed Murray (2001) - Homeless Man
- Century Hotel (2001) - Waiter
- The Claim (2000) - Bellanger
- The Crossing (2000) - McKenzie
- Thrill Seekers (1999) - Murray Trevor
- Detroit Rock City (1999) - Ticket Taker
- Red Violin (1998) -  Nicolas Olsberg
- Universal Soldier II: Brothers in Arms (1998) - Bix
- Urban Legend (1998) - Weird Janitor
- The Boys Club (1997) - Oficial Cole
- Cubo (1997) - Alderson
- Mimic (1997) - Workman
- Hard Core Logo (1996) - Bucky Haight
- Moonlight and Valentino (1995) - Hair Stylist
- Squanto: A Warrior's Tale (1994) - Sir George's Servant
- Naked Lunch (1991) - Exterminador #4
- The Top of His Head (1989) - Robert (escudeiro)
- Love at Stake (1987) - Town Crier

## TV
- Supernatural (2010–2015) - Morte  (5 episódios)
- Todd and the Book of Pure Evil (2010) - Hooded Leader (13 episódios)
- Heartland (2009–2010) - Levon Hanley (2 episódios)
- XIII (2008) - Mr. Cody (2 episódios)
- Puppets Who Kill (2004–2006) - French Painter / Sr. Portnoy (2 episódios)
- Kingdom Hospital (2004) - Otto (13 episódios)
- A Nero Wolfe Mystery (2002) (6 episódios)
- Amazon (1999–2000) - Elder Malakai (9 episódios)
- I Was a Sixth Grade Alien (1999) - Meenom (3 episódios)
- Highlander: The Raven (1998) - Basil Morgan (2 episódios)
- La Femme Nikita (1997–1999) - Errol Sparks (2 episódios)
- Once a Thief (1997–1998) - Camier (11 episódios)
- Ready or Not (1993–1994) - Sr. Boyle (3 episódios)
- Street Legal (1993) - Harold Cooper-Haye / Rolan Atkinson (2 episódios)
- War of the Worlds (1989–1990) - Ardix / Alien Scientist / Homem com Chapéu (15 episódios)